# Vika Viktoria
Vika Viktoria (* 24. Juni 1985 in Bayern) ist eine deutsche Erotikdarstellerin, Webcam-Model und Unternehmerin als Gründerin der Agentur Vikamodels. Sie ist in der deutschen Erwachsenenunterhaltungsbranche aktiv und setzt sich für mehr Toleranz gegenüber Sexarbeitern ein.

## Leben
Vika Viktoria stammt aus Waldkraiburg in Bayern und ist Mutter von drei Kindern. Sie betont, dass auch Sexarbeiter gute Eltern sein können, und wirbt für mehr gesellschaftliche Akzeptanz ihres Berufsstands. In einem Interview sagte sie: „Ich brauche mich nicht zu verstecken.“

## Karriere
Sie begann ihre Karriere als Webcam-Model und Amateurdarstellerin. Durch ihre Auftritte auf verschiedenen Online-Portalen erlangte sie Bekanntheit und etablierte sich in der professionellen Erwachsenenunterhaltung. Ihre Filmografie umfasst zahlreiche Produktionen im Erotikbereich.

## Auszeichnungen
2018 wurde sie auf der Erotikmesse Venus in Berlin als „Bester Shootingstar“ ausgezeichnet. 2022 erhielt sie den Venus Award als „Bestes Webcamgirl“.

## Engagement
Vika Viktoria setzt sich aktiv für die Aufklärung über die Pornobranche ein und möchte insbesondere Jugendliche über Pornografie aufklären. Sie betont die Bedeutung von Transparenz und Bildung in diesem Bereich.

## Medienpräsenz
Ihre Tätigkeit führte zu medialer Aufmerksamkeit. So musste sich beispielsweise der Bauausschuss ihrer Heimatstadt mit der Frage auseinandersetzen, ob sie ihrer Tätigkeit von zu Hause aus nachgehen darf.
In einem Interview mit der ''WELT'' sprach Vika Viktoria über die Vereinbarkeit von Pornodarstellung und Elternschaft. Sie beschrieb ihre Arbeit als lukrativ und zeitsparend, was ihr ermöglicht, viel Zeit mit ihren Kindern zu verbringen. Viktoria betonte, dass ihre berufliche Tätigkeit keinen Einfluss auf ihre Rolle als Mutter habe und sie stolz auf ihren Lebensweg sei.
Während der Venus 2024 in Berlin sprach Vika Viktoria in einem Interview mit der Berliner Zeitung über ihre Erfahrungen in der Erotikbranche und die Veränderungen in ihrem Berufsalltag. Sie betonte, dass Authentizität und Selbstbewusstsein entscheidend für ihren Erfolg seien und reflektierte über den gesellschaftlichen Wandel im Umgang mit der Pornobranche.
Ein Artikel im Tagesspiegel beleuchtete Vika Viktorias Leben in Kroning, einem kleinen Ort in Bayern. Trotz ihrer Karriere als Pornodarstellerin lebt sie offen in ihrer Heimatgemeinde, wo ihre Tätigkeit allgemein bekannt ist. Der Artikel beschreibt, wie Viktoria mit den Reaktionen der Nachbarschaft umgeht und wie sie sich in ihrem lokalen Umfeld engagiert.

## Kontroversen
Vika Viktoria und ihr Partner "Bayernsepp" gerieten mehrfach in Konflikte mit Nachbarn und Vermietern in Waldkraiburg, die ihre Tätigkeit als Pornodarsteller kritisch sahen. Diese Auseinandersetzungen führten zu öffentlicher Aufmerksamkeit und Diskussionen über die Akzeptanz von Sexarbeitern in der Gesellschaft.
In einem weiteren Artikel der ''BILD'' wurde thematisiert, wie Vika Viktoria mit ihren Kindern über ihre Arbeit spricht. Sie setzt auf Ehrlichkeit und Offenheit, um mögliche Stigmatisierung zu verhindern.